# Венгард-1
Венгард-1 (англ. Vanguard 1) — четвертий штучний супутник Землі, перший космічний апарат з живленням від сонячних батарей. Шостий запуск за програмою Венгард, четвертий вдалий, перший орбітальний. Зв'язок з апаратом втрачено 1964 року, однак він досі перебуває на орбіті. Апарат був розроблений для перевірки можливості запуску триступеневою ракетою-носієм Венгард супутника і перевірки впливу на нього і його системи довколаземного космічного середовища. Він також мав використовуватись для геодезичних вимірювань за допомогою аналізу орбіти.

## Опис
Супутник був алюмінієвою сферою діаметром 152 мм масою 1,36 кг. Всередині містились: ртутно-цинкова батарея і два передавачі: 10 мВт 108 МГц і 5 мВт 108,03 МГц. Перший передавач мав працювати від акумулятора, другий — від шести панелей сонячних батарей, розміщених на корпусі. Зі сфери стирчали шість коротких антен. Передавачі мали використовуватись для відстеження траєкторії супутника і визначення параметрів середовища між апаратом і наземними станціями. Також супутник мав два термістора для вимірювання внутрішньої температури, щоб оцінити ефективність теплового захисту.

## Політ
17 березня 1958 року триступенева ракета-носій Венгард вивела апарат на орбіту з перигеєм 3'969 і апогеєм 654 км з періодом обертання 134,2 хв. Початкові розрахунки вказували на перебування супутника на орбіті щонайменше дві тисячі років, однак після відкриття тиску сонячної радіації і опору щільності атмосфери під час високої сонячної активності й впливу цих значних пертурбацій на висоту перигею супутника, очікуваний час перебування апарата на орбіті зменшився до двохсот сорока років. Акумуляторні батареї живили перший передавач 29 діб. Панелі сонячних батарей живили другий передавач понад шість років. Рівень сигналу ставав усе слабшим і в травні 1964 року було отримано останній сигнал від супутника, після чого його переміщення відстежується оптичними приладами. Апарат досі перебуває на орбіті.

## Результат польоту
Оскільки «Венґард-1» не мав жодних наукових приладів, ретельний аналіз параметрів орбіти дозволив вченим визначити справжню форму планети Земля і місця зосередження мас. Апарат виявив, що форма Землі трохи схожа на грушу.